# 大白舰队

大白舰队航行路线

大白舰队（英語：Great White Fleet）是美国海军歷史上一支作战舰队的常用昵称。1907年12月16日至1909年2月22日，大白舰队依照总统西奥多·罗斯福的命令，完成了环球航行。
大白舰队分为两个支队，由16艘战列舰以及各种护航舰组成。罗斯福希望通过这个舰队来展示美国快速增长的军事实力和美国蓝水海军的实力。在加强国际条约执行力和保护海外控股的愿望下，美国国会划拨了资金以建立美国的海上力量。这支海军部队一开始仅拥有90小型船舶，其中超过三分之一由木船组成，但它迅速成长为包括了新的现代化钢铁战斗船只的舰队。这些船的船体全都塗成白色，因此获得了“大白舰队”的称号。1908年的美国大白舰队访华到1911年海军提督程璧光率大清海军访美，是历史上中美两国海军第一次互相友好访问。

## 背景和目的

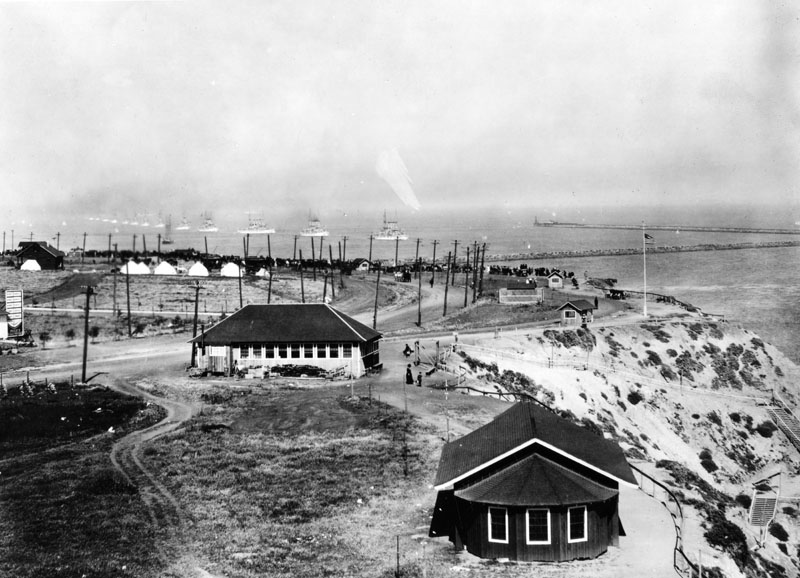
一张大白舰队纪念明信片：舰队旗舰康涅狄格号

在美国总统西奥多·罗斯福执政晚期，他派遣的16艘美国大西洋舰队的战列舰完成了一次环球航行。这次航行从1907年12月16号开始，到1909年2月22号结束。所有舰只都被漆成了象征海上和平的白色，船头则装饰着红白蓝三色的横条。这些舰船就是日后人们所熟知的大白舰队。
这次舰队部署的目的是多方面的。表面上看，这支舰队访问许许多多的国家和港口的目的是为了展现美国的友好。从这一方面讲，这次航行并不是史无前例的。从19世纪开始，海军的礼节性拜访变得常见，这些访问往往和当地君主的庆典及其他外国的庆典是同时进行的。随着民族主义的萌芽，这些访问也越来越重要。1891年，法国的一支大型舰队访问了俄国的喀琅施塔得，与此同时，两国进行了一些谈判。尽管法国和俄国的敌对状态在那时已经持续了近30年，这次访问的重要性不可小觑，因为沙皇尼古拉二世在3年后与法国签订了同盟协定。随着海军的规模逐渐扩大，海军庆典的时长大大增加，内容上更加精致，也更为频繁。美国从1902年开始加入到这些活动中，当时罗斯福邀请德国皇帝威廉二世派一支海军中队访问纽约。从那之后，美国海军收到了来自英国、法国和德国的海军庆典邀请。
除此之外，大白舰队的航行向美国及整个世界证明了美军在打赢美西战争并获得关岛、菲律宾群岛和波多黎各后，已成为重要的海上军事力量。然而，这并不是美国海军从那场战争后第一次对展示自己的军事力量跃跃欲试。1906年的阿尔赫西拉斯会议的主要目的是调解法国与德国因第一次摩洛哥危机而生的纷争。在会议期间，罗斯福命令8艘战列舰继续驻扎在地中海。大白舰队表明，美国海军可以凭借海军力量的强大展示，和平地控制海洋。这也印证了海军上校阿尔弗雷德·赛耶·马汉的海权论鉴于日本在1905在对马海峡海战中大败俄国舰队后，一跃成为重要的海上军事力量，从某种程度上讲，大白舰队的部署是美国传递给日方的一个訊息：美国海军可以部署在世界的任何一个地方，即使是从大西洋的港口出发，也足以保护美国在菲律宾群岛及太平洋地区的利益。这个姿态利用了舊金山市的反日游行所造成的战争恐慌。罗斯福把这次舰队部署当作一次把美国公众的注意力从1907开始的经济大萧条中转移出来的机会，他支持和鼓励爱国主义，告诉美国人民他将给日本好好上一课，教会日本怎样“以礼相待”。 罗斯福的决定来源于对财政专家的信任，他们指出日本在日俄战争中已经消耗尽了一切，至少在十年内，他们都没有能力应对其他战争和冲突。当美军舰队驶过太平洋，日本的政界人士意识到，《羅脫–高平協定》确定的美日兩國東亞势力范围和利益分配将不再有效，雙方在东方的权力平衡已经开始改变。
这次航行也为美国提高舰队的海上作战能力提供了一次机会。美国国会在其通过的一份船只建造的拨款法案中指出，美国早期的船舶如奇尔沙治号战舰, 伊利诺伊号和缅因号，主要是用于海防。而之后建造船舶如弗吉尼亚号（和康涅狄格号时，美军吸取了美西战争的教训，把它们设计成具有“最大可行速度和最大活动半径”的船只。 它们是具有远程作战能力的现代化战舰。尽管如此，美国在美西战争中得到的经验有限。

## 顾虑和准备
罗斯福所宣称的“大白舰队”的意图在于在航海中进行海军练习，交流，煤炭交易和舰队演习，然而海军专家们却认为“大白舰队”在国内水域中可以服务得更好。在俄罗斯波罗的海舰队遭遇挫折之后，“大白舰队”的专家们考虑对自己的舰队进行长远的部署，尤其是其中一部分意图在于建立一支现代的、用于作战的不败海军。“大白舰队”从未经历过这样的航行，对马岛的存在也让长远的部署不可能成为实际的战略。日本海军离装煤和维修设备更近，而美国的船队虽然可以在菲律宾加煤，但驳船设备很不理想，所以在航行中必须得在美国西海岸的码头长久停留以彻底检查和重新刷漆。这次航行的计划期间也是处处暴露出设备的不足。位于旧金山附近的马尔岛海军造船所，其主海峡过于狭窄而战舰无法通过，在它左边是位于華盛頓州布雷默顿的普吉海军工厂，只能用于重装和维修。在旧金山的猎人角民用工厂虽然可以容纳大型战舰，但由于缺少使用和年久失修已经关闭。罗斯福总统下令重新使用猎人角工厂，提供最新的机器设备，让舰队在那里集合。
煤炭的不足也是一个问题。大西洋舰队在大西洋或地中海巡航的时候，能源供给很稳定，根本不成问题。然而美国并不像英国那样拥有遍布全球的煤炭供给站，也没有足够的备用船只来补给能源。在与西班牙的战争中，这样的不足迫使乔治·杜威上将在马尼拉海湾战争之前去香港购买了英国的运煤船，以确保他的中队不会被困在海洋中。俄罗斯波罗的海舰队在日俄战争中也有同样的强烈需求，不仅是因为它的长距离航行，也因为国际法规定，大多数中立国家的港口在战争期间不会向交战国家开放。曾经是装备局局长的海军少将乔治·W·梅尔维尔指出了这种不足并提出一个建立运煤船的项目，然后他的建议直到第二次世界大战才引起注意。
联邦条例不准海军舰队的补给船插上美国国旗，而美国商船队的不足，也是另一大问题。罗斯福首先提出了给那些出价比外国船长高的美国船长们超过百分之五十的奖励性海军供给合同。许多运输公司拒绝了这个提议因为他们没有足够的货物来支付返航费用。在“大白舰队”起航的两个月前，罗斯福命令海军部派遣运38艘军舰将12万5千磅煤炭从弗吉尼亚州的汉普顿锚地运到旧金山。这些军舰中只有8艘是美国的，其余都是英国的。这一现象有潜在的困难，因为一部分任务是为了让日本感受到美国惊人的海军实力，但英国在1905年就是日本的军事盟友，在日本对外作战的时候会援助日本，而日本的潜在对战国裡就有美国。英国政府声称会减轻日本和美国之间任何可能的摩擦，以搪塞在两国的政治中都施加影响的决定。

## 航行

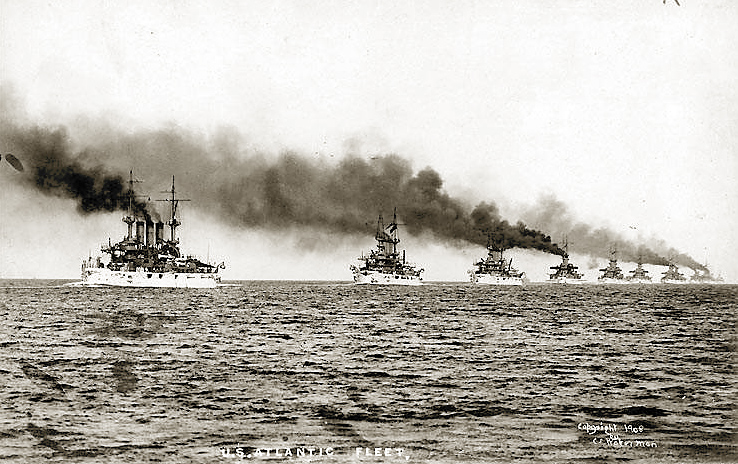
1907年12月6日，舰队离开弗吉尼亚的汉普顿锚地，堪萨斯号航行在佛蒙特号前面

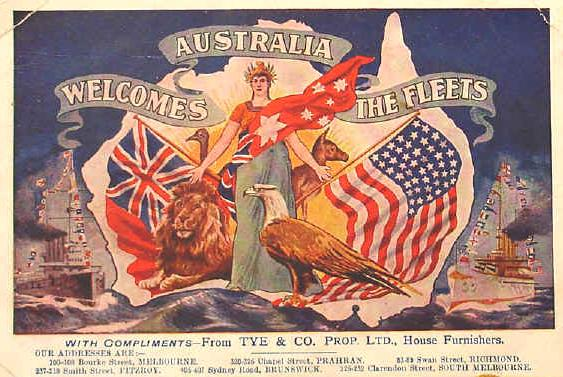
一张1908年的明信片：欢迎舰队造访澳大利亚

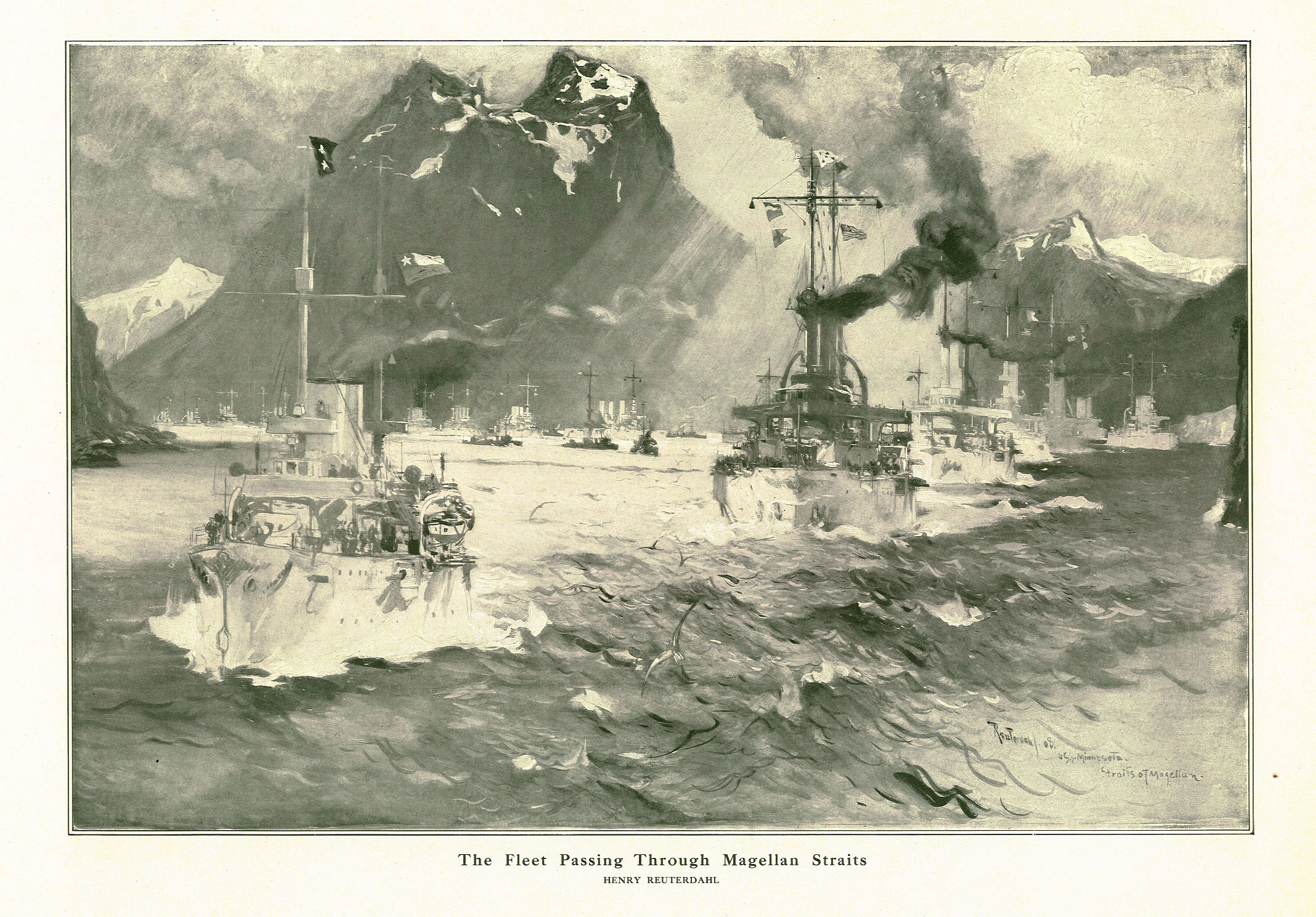
舰队穿过麦哲伦海峡：Henry Reuterdahl作

因为巴拿马运河在当时还没有开通，舰队只能从麦哲伦海峡穿过。这样的海上作业在美国历史上是从未有过的，因为舰队要根据一个严密的计划，绕过整个南美洲到达指定地点并继续前进。这几乎包含了美国海军所有的海上作业能力。当时和平的环境对于美国舰队行动的协调有着很大的帮助，这与日俄战争中俄国舰队的调动截然不同。俄国海军在从波罗的海调往太平洋后，由于协调不当，最终于1905年被日本海军彻底摧毁。相比之下，美国海军的这次航行创下了多项世界纪录，包括同时参与环球航行的船只数量。
在各个港口，成千上万的民众聚集在海边一睹大白舰队的风采并向美国海军致意。1908年5月1号到4号，大白舰队访问了加利福尼亚州的蒙特雷市。附近的Del Monte酒店为海军军官们举办了一场盛大的舞会。数年之后，DEL Monte于1942年被美国海军征用，变成了Del Monte预备飞行学校（ Del Monte Pre-Flight School），美国海军研究生院在二战后也落户Del Monte。
1908年8月20号，大白舰队抵达澳大利亚，澳大利亚希望借此机会为建立自己的海军（澳洲皇家海軍）获取支持。当舰队驶入横滨港时，日本竭尽全力展现他们十分渴望与美国的和平。数以千计的日本儿童挥舞着美国的国旗，欢迎前来的美国海军军官。在西西里岛，美国船员对1908年墨西拿地震灾区进行援助。
1909年2月，罗斯福在弗吉尼亚的汉普顿锚地，见证了大白舰队经历了漫长的航行之后凯旋，这在他眼里，为他的执政画上了一个圆满的句号。他对军官们和船员们说：“其他国家也许能完成你们所完成的，但是现在他们只能跟在你们后面了。” 这个罗斯福离职前的伟大计划提高了为美国赢得了各国的尊重，在国际事务中的地位也大大提高。

## 舰队大致行程
以海军少将罗布利·D·埃文指挥的康涅狄格号作为旗舰， 舰队于1907年12月16日从汉普顿路驶向英属西印度群岛的特立尼达 ，之后又驶向巴西里约热内卢、智利蓬塔阿雷纳斯、秘鲁卡亚俄、墨西哥马格达莱纳湾，一直到美國西海岸，最终于1908年5月6日抵达旧金山。
在旧金山，由于海军上将埃文斯健康状况不佳，海军少将查尔斯·斯佩里开始担任舰队的指挥。也是在旧金山，中队的结构有了细微的调整，舰队中最新、最好的舰艇被划归到了第一中队。冰川号脱离了舰队，后来成为太平洋舰队的补给舰。也是在这时候，由舰长雷金纳德·F.·尼科尔森指挥的内布拉斯加号和舰长弗兰克·E.比蒂指挥的威斯康星号被缅因号和阿拉巴马州号所取代。在旧金山，明尼苏达号被上调到第一部门的第一中队，路易斯安那替代她成为第二中队的旗舰。
1908年7月7日，美国大西洋舰队离开港口，访问了檀香山、奥克兰、新西兰、澳大利亚的悉尼和墨尔本、菲律宾的马尼拉、日本横滨、锡兰科伦坡，于1909年1月3日到达埃及的苏伊士运河。
如前所述，当舰队在埃及的时候，西西里岛传来了地震的消息。这为美国提供一个机会，通过向受害者提供援助，来展示同意大利之间的友谊。康涅狄格号，伊利诺伊号，考哥号，富兰克顿号立即被派往意大利墨西拿。伊利诺伊号的船员安葬了被埋在废墟中的美国领事和他的妻子。
舰队在君士坦丁堡的驻舰蝎子号和在纽约待命的冷藏船凯尔特人号，急忙驶向墨西拿，为她们提供补给以便她们继续航行。
1909年1月9日离开墨西拿后，舰队停在意大利那不勒斯，从那里再到直布罗陀 ，于1909年2月22日到达汉普顿路。在那里， 舰队驶入停泊处时，罗斯福总统对它们进行了检阅。

## 舰队组成
十四个月的航行是美国海军实力的一次盛大表演。舰队载有1万4千人，航行的8万千米，在六大洲的二十个港口停留。战舰令人震撼，展示了美国高超的工业技艺（全部十八艘战舰都是在美西战争之后建造的）；即便其主力艦已經過時：第一代创新性的无畏号战列舰已经投入使用，并且美军的第一艘无畏舰南卡罗来纳号战列舰已经完成供给，故这些战舰代表了已经被淘汰的属于“前无畏舰”类型的主船只。舰队中最老的两艘奇沙治号战列舰和肯塔基号战列舰已经废弃而不再适宜战争；其它两艘缅因号战列舰 (BB-10)和亚拉巴马号战列舰由于机械难题在旧金山進場維修，并被内布拉斯加号战列舰和威斯康辛号战列舰取代。（亚拉巴马号战列舰和缅因号战列舰 (BB-10)在修復后完成了它们途径火奴鲁鲁、关岛、马尼拉、新加坡、科伦坡、苏伊士、那不勒斯、亚速尔群岛并回到美国的“自己的、更直接的环球旅行”，在1908年的10月20号到达，比航线更加曲折的“大白舰队”提前到达。）
战舰的首航还有一支由六艘最早的驱逐舰和几艘备用船组成的鱼雷快艇纵队陪伴，这些驱逐舰和他们的供给船并不是真正地伴随着战舰，而是跟随他们自己的航线从弗吉尼亚州的汉普顿锚地到加利福尼亚州的旧金山。

## 第一段航程

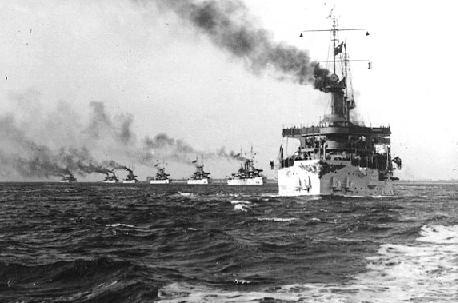
康涅狄格号为1907年的大白舰队领航

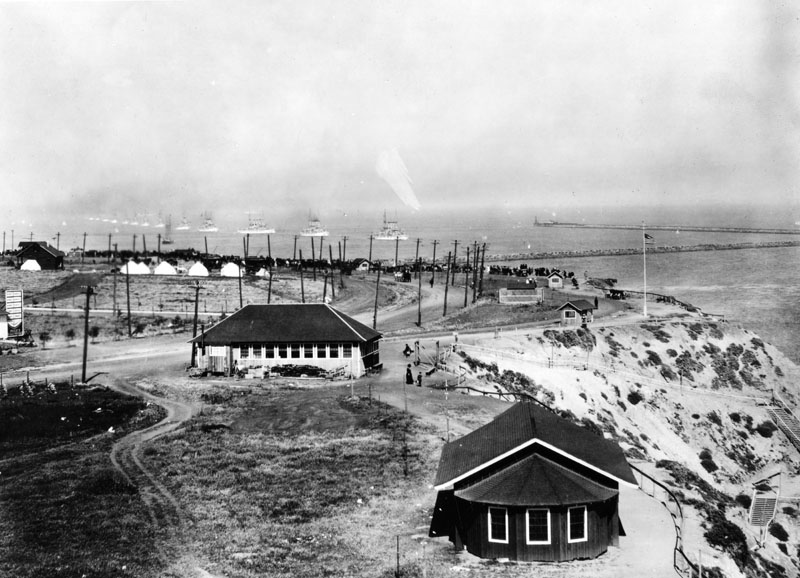
1908年，大白舰队抵达洛杉矶港

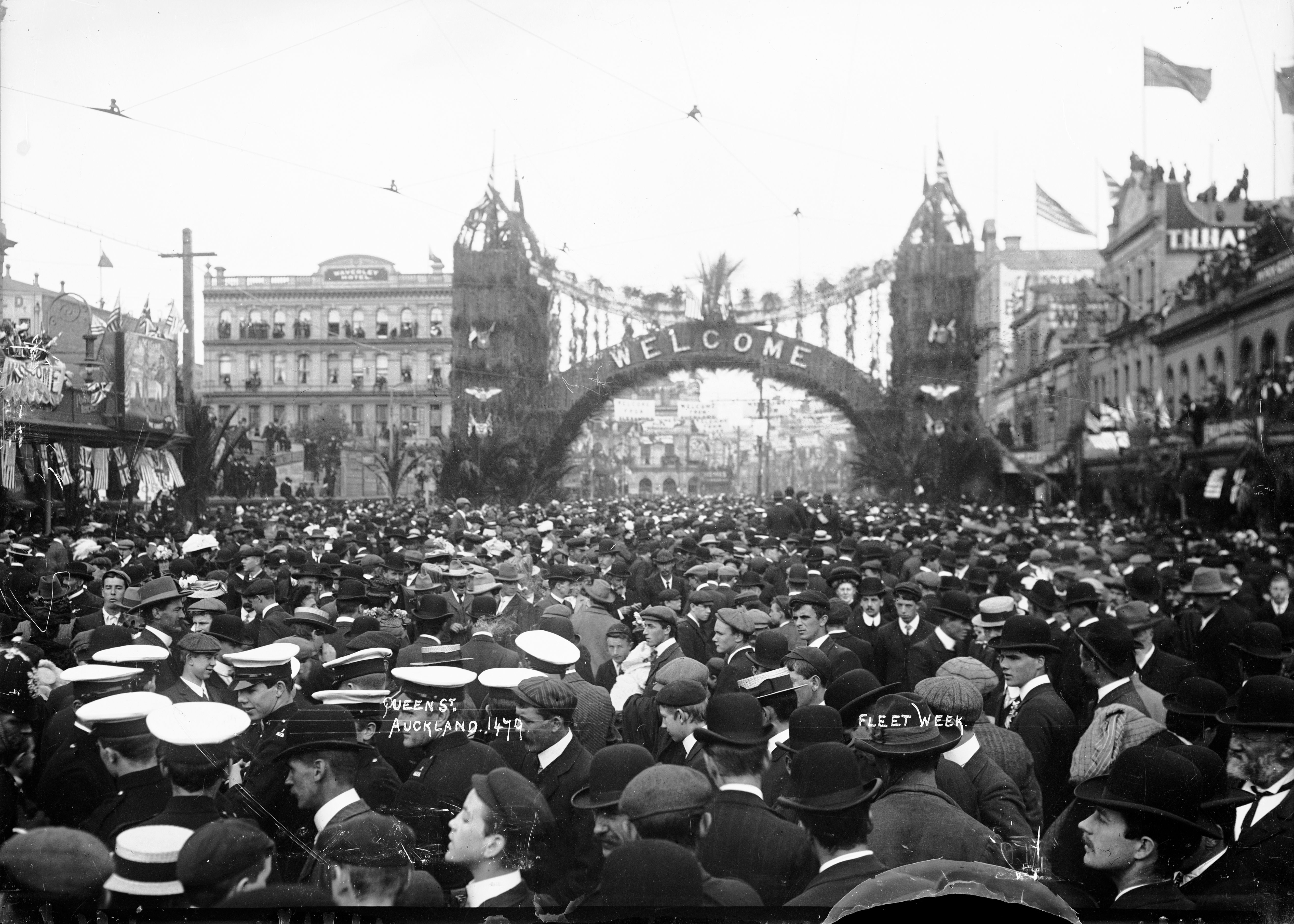
在奥克兰的海军周庆祝活动

从汉普顿锚地到旧金山，14,556海里（26,958千米）

### 行程
| 港口                 | 抵达时间       | 出发时间       | 到下一港口距离         |
| -------------------- | -------------- | -------------- | ---------------------- |
| 弗吉尼亚汉普顿锚地   |                | 1907年12月16日 | 1,803海里（3,339千米） |
| 特立尼达西班牙港     | 1907年12月23日 | 1907年12月29日 | 3,399海里（6,295千米） |
| 巴西里约热内卢       | 1908年1月12日  | 1908年1月21日  | 2,374海里（4,397千米） |
| 智利蓬塔阿雷纳斯     | 1908年2月1日   | 1908年2月7日   | 2,838海里（5,256千米） |
| 秘鲁卡亚俄           | 1908年2月20日  | 1908年2月29日  | 3,010海里（5,570千米） |
| 墨西哥麦格达雷纳海湾 | 1908年3月12日  | 1908年4月11日  | 1,132海里（2,096千米） |
| 加利福尼亚旧金山     | 1908年5月6日   |                |                        |

### 舰艇
整个舰队、第一中队与第一分队都由海军少将罗布利·埃文斯（Robley D. Evans）指挥。
第一分队由四艘1906康涅狄格级（Connecticut class）战列舰组成：
舰队旗舰康涅狄格号，
舰长雨果·奥斯特豪斯（Hugo Osterhaus）；
堪萨斯号，
舰长查尔斯·弗里兰德（Charles E. Vreeland）；
佛蒙特号，
舰长威廉·波特（William P. Potter）；以及
路易斯安那号，
舰长理查德·维恩莱特（Richard Wainwright）。
第二分队由海军少将威廉·埃默里（William H. Emory）指挥。
第二分队由四艘1904弗吉尼亚级（Virginia class）战舰组成：
分队旗舰乔治亚号，
舰长亨利·麦克雷（Henry McCrea）；
纽泽西号，
舰长威廉·亨利·哈德森·萨瑟兰（William H. H. Southerland）；
罗德岛号，
舰长约瑟夫·默多克（Joseph B. Murdock）；以及
弗吉尼亚号，
舰长西顿·施罗德（Seaton Schroeder）。
第二中队与第三分队由海军少将查尔斯·托马斯（Charles M. Thomas）指挥。
第三分队由一艘康涅狄格级（Connecticut class）战列舰与三艘1902缅因级（Maine class）战舰组成：
中队旗舰明尼苏达号，
舰长约翰·赫巴德（John Hubbard）；
缅因号，
舰长贾尔斯·哈伯（Giles B. Harber）；
密苏里号，
舰长格林里夫·梅里亚姆（Greenlief A. Merriam）；以及
俄亥俄号，
舰长查尔斯·巴特利特（Charles W. Bartlett）。
第四分队由海军少将查尔斯·斯帕雷（Charles S. Sperry）指挥。
第四分队由两艘1901伊利诺伊级（Illinois class）战舰和两艘1900 奇尔沙治级战舰 （Kearsarge class）组成：
分队旗舰阿拉巴马号，
舰长滕·艾克·德·威特·维德（Ten Eyck De Witt Veeder）；
伊利诺伊号，
舰长约翰·鲍伊尔（John M. Bowyer）；
奇尔沙治号，
舰长汉密尔顿·哈钦斯（Hamilton Hutchins）；以及
肯塔基号，
舰长沃尔特·考雷斯（Walter C. Cowles）。
舰队辅助船有：
卡尔瓜号（Culgoa）（补给舰），
由海军少校约翰·巴顿（John B. Patton）指挥；
冰川号（Glacier）（补给舰），
由指挥官威廉·霍格（William S. Hogg）指挥；
美洲豹号（Panther）（修理船），
由指挥官瓦伦丁·尼尔森（Valentine S. Nelson）指挥；
扬克顿号（Yankton）（供应舰），
由中尉沃尔特·吉拉迪（Walter R. Gherardi）指挥；以及
救济号（Relief）（医院船）。
由驱逐舰组成的 “鱼雷快艇舰队”（Torpedo Flotilla）包含：
霍普金斯号，
由中尉阿尔弗雷德·豪（Alfred G. Howe）指挥；
斯图尔特号，
由中尉朱利叶斯·黑尔韦格（Julius F. Hellweg）指挥；
赫尔号，
由中尉弗兰克·麦康芒（Frank McCommon）指挥；
特拉克斯顿号，
由中尉查尔斯·克里克（Charles S. Kerrick）指挥；
罗伦斯号，
由中尉欧内斯特·弗雷德里克（Ernest Friedrick）指挥；
惠普尔号，
由中尉哈奇·科恩（Hutch I. Cone）指挥；以及
艾里苏萨号（Arethusa）（供应舰），
由指挥官艾尔伯特·格兰特（Albert W. Grant）指挥。

## 第二段航程

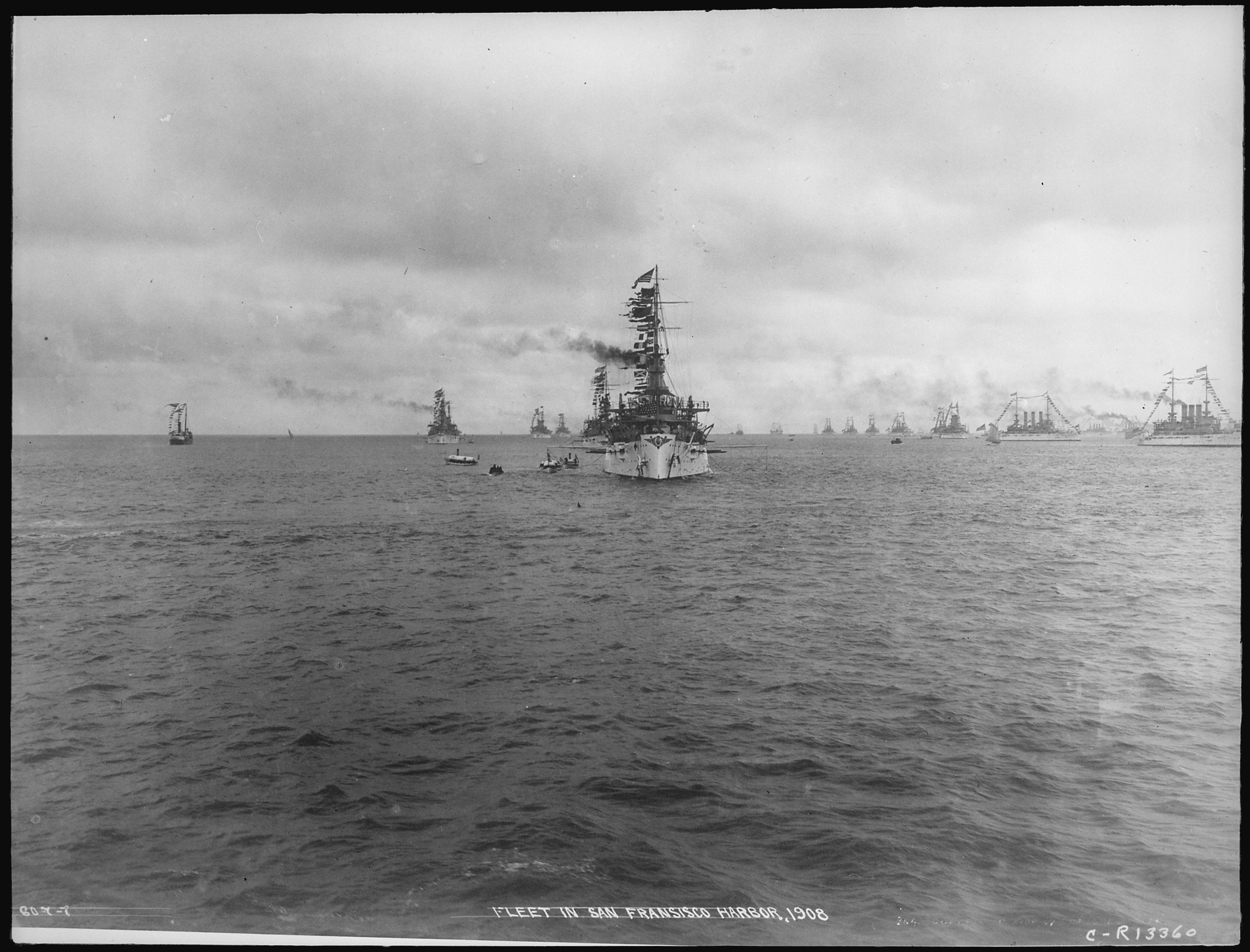
航行在旧金山的舰队：离镜头最近的是弗吉尼亚号，其它舰艇停靠在附近

第二段航程从旧金山开始，到达普吉特海湾之后，再原路返回。
整个舰队、第一中队与第一分队都由海军少将查尔斯·斯帕雷（Charles S. Sperry）指挥。
第一分队包括以下舰艇：
舰队旗舰康涅狄格号，
舰长雨果·奥斯特豪斯（Hugo Osterhaus）；
堪萨斯号，
舰长查尔斯·弗里兰德（Charles E. Vreeland）；
明尼苏达号，
舰长约翰·赫巴德（John Hubbard）；
佛蒙特号，
舰长威廉·波特（William P. Potter）。
第二分队由海军少将理查德·维恩莱特（Richard Wainwright）指挥。
第二分队包括以下舰艇：
分队旗舰乔治亚号，
舰长爱德华·夸尔特罗（Edward F. Qualtrough）；
内布拉斯加号，取代了她的姐妹号Virginia，
舰长雷金纳德·尼克尔森（Reginald F. Nicholson）；
纽泽西号，
舰长威廉·亨利·哈德森·萨瑟兰（William H. H. Southerland）；以及
罗德岛号，
舰长约瑟夫·默多克（Joseph B. Murdock）。
第二中队与第三分队由海军少将威廉·埃默里（William H. Emory）指挥。
第三分队包括以下舰艇：
中队旗舰路易斯安那号，
舰长科苏特·奈尔斯（Kossuth Niles）；
弗吉尼亚号，
舰长亚历山大·夏普（Alexander Sharp）；
密苏里号，
舰长罗伯特·多伊尔（Robert M. Doyle）；以及
俄亥俄号，
舰长托马斯·霍华德（Thomas B. Howard）。
第四分队由海军少将西顿·施罗德（Seaton Schroeder）指挥。
第四分队包括以下舰艇：
分队旗舰威斯康星号，取代了她的姐妹号Alabama
舰长弗兰克·贝蒂（Frank E. Beatty）；
伊利诺伊号，
舰长约翰·鲍伊尔（John M. Bowyer）；
奇尔沙治号，
舰长汉密尔顿·哈钦斯（Hamilton Hutchins）；以及
肯塔基号，
舰长沃尔特·考雷斯（Walter C. Cowles）。
舰队辅助船有：
卡尔瓜号（Culgoa）（补给舰），
由海军少校约翰·巴顿（John B. Patton）指挥；
扬克顿号（Yankton）（供应舰），
由海军少校查尔斯·麦凯维（Charles B. McVay）指挥；
冰川号（Glacier）（补给舰），
由指挥官威廉·霍格（William S. Hogg）指挥；
救济号（Relief）（医院船），
由军医查尔斯·斯托克斯（Charles F. Stokes）指挥；以及
美洲豹号（Panther）（修理船），
由指挥官瓦伦丁·尼尔森（Valentine S. Nelson）指挥。

## 第三段航程
从旧金山（San Francisco）到马尼拉（Manila），16,336海里（30,254千米）。光绪三十四年（1908年），到达中国厦门市。慈禧和光绪帝派出特使军机大臣贝勒毓朗、外务部右待郎梁敦彦、闽浙总督松寿、福建布政使尚其彦、海军提督萨镇冰等率海圻、海容、海筹、海琛等舰迎接，联谊活动，仪式隆重，盛况空前。并赠美国官兵带有大清龙旗和美国星条旗的景泰蓝花瓶、杯盏等国礼，联两国之邦交，诚一时之盛兴，于厦门南普陀寺刻碑纪念。宣统二年（1910年）,美方为表感激1908年中方盛情款待，美国东方海军舰队指挥官哈卜少将（Giles B. Harber）率查尔斯顿号(Charleston)(C-22)、克利夫兰号(Cleveland)(C-19)、海伦娜号(Helena)(PG-9)、狼獾号(Wolverine)(Ix-64)访问厦门，回赠中方纪念银杯，清政府亦专派海军提督程璧光、福建水路提督洪永安带领海圻，海琛二舰来厦领杯。宣统三年（1911年），海军提督程璧光率海圻号回访美国纽约并献花美前总统格兰特。1908年的美国大白舰队访华到1911年海军提督程璧光率大清海军访美，是历史上中美两国海军第一次互相友好访问。

### 行程
| 港口                          | 抵达时间       | 出发时间       | 到下一港口距离         |
| ----------------------------- | -------------- | -------------- | ---------------------- |
| 加利福尼亚旧金山              |                | 1908年7月7日   | 2,126海里（3,937千米） |
| 夏威夷檀香山                  | 1908年7月16日  | 1908年7月22日  | 3,870海里（7,170千米） |
| 新西兰奥克兰                  | 1908年8月9日   | 1908年8月15日  | 1,307海里（2,421千米） |
| 澳大利亚悉尼                  | 1908年8月20日  | 1908年8月28日  | 601海里（1,113千米）   |
| 澳大利亚墨尔本                | 1908年8月29日  | 1908年9月5日   | 1,368海里（2,534千米） |
| 澳大利亚奥班尼                | 1908年9月11日  | 1908年9月18日  | 3,458海里（6,404千米） |
| 菲律宾群岛马尼拉              | 1908年10月2日  | 1908年10月9日  | 1,795海里（3,324千米） |
| 日本横滨市                    | 1908年10月18日 | 1908年10月25日 | 1,811海里（3,354千米） |
| 中国厦门市 （第二中队）       | 1908年10月29日 | 1908年11月5日  |                        |
| 菲律宾群岛马尼拉 （第一中队） | 1908年10月31日 |                |                        |
| 菲律宾群岛马尼拉 （第二中队） | 1908年11月7日  |                |                        |

### 舰艇
整个舰队、第一中队与第一分队都由海军少将查尔斯·斯帕雷（Charles S. Sperry）指挥。
第一分队包括以下舰艇：
舰队旗舰康涅狄格号，
舰长雨果·奥斯特豪斯（Hugo Osterhaus）；
堪萨斯号，
舰长查尔斯·弗里兰德（Charles E. Vreeland）；
明尼苏达号，
舰长约翰·赫巴德（John Hubbard）；以及
佛蒙特号，
舰长威廉·波特（William P. Potter）。
第二分队包括以下舰艇：
分队旗舰乔治亚号，
舰长爱德华·夸尔特罗（Edward F. Qualtrough）；
内布拉斯加号，
舰长雷金纳德·尼克尔森（Reginald F. Nicholson）；
纽泽西号，
舰长威廉·亨利·哈德森·萨瑟兰（William H. H. Southerland）；以及
罗德岛号，
舰长约瑟夫·默多克（Joseph B. Murdock）。
第二中队与第三分队由海军少将威廉·埃默里（William H. Emory）指挥。
第三分队包括以下舰艇：
中队旗舰路易斯安那号，
舰长科苏特·奈尔斯（Kossuth Niles）；
弗吉尼亚号，
舰长亚历山大·夏普（Alexander Sharp）；
密苏里号，
舰长罗伯特·多伊尔（Robert M. Doyle）；以及
俄亥俄号，
舰长托马斯·霍华德（Thomas B. Howard）。
第四分队由海军少将西顿·施罗德（Seaton Schroeder）指挥。
第四分队包括以下舰艇：
分队旗舰威斯康星号，
舰长弗兰克·贝蒂（Frank E. Beatty）；
伊利诺伊号，
舰长约翰·鲍伊尔（John M. Bowyer）；
奇尔沙治号，
舰长汉密尔顿·哈钦斯（Hamilton Hutchins）；以及
肯塔基号，
舰长沃尔特·考雷斯（Walter C. Cowles）。
舰队辅助船有：
卡尔瓜号（Culgoa）（补给舰），
由海军少校约翰·巴顿（John B. Patton）指挥；
扬克顿号（Yankton）（供应舰），
由海军少校查尔斯·麦凯维（Charles B. McVay）指挥；
冰川号（Glacier）（补给舰），
由指挥官威廉·霍格（William S. Hogg）指挥；
救济号（Relief）（医院船），
由军医查尔斯·斯托克斯（Charles F. Stokes）指挥；以及
美洲豹号（Panther）（修理船），
由指挥官瓦伦丁·尼尔森（Valentine S. Nelson）指挥。

## 最后的航程

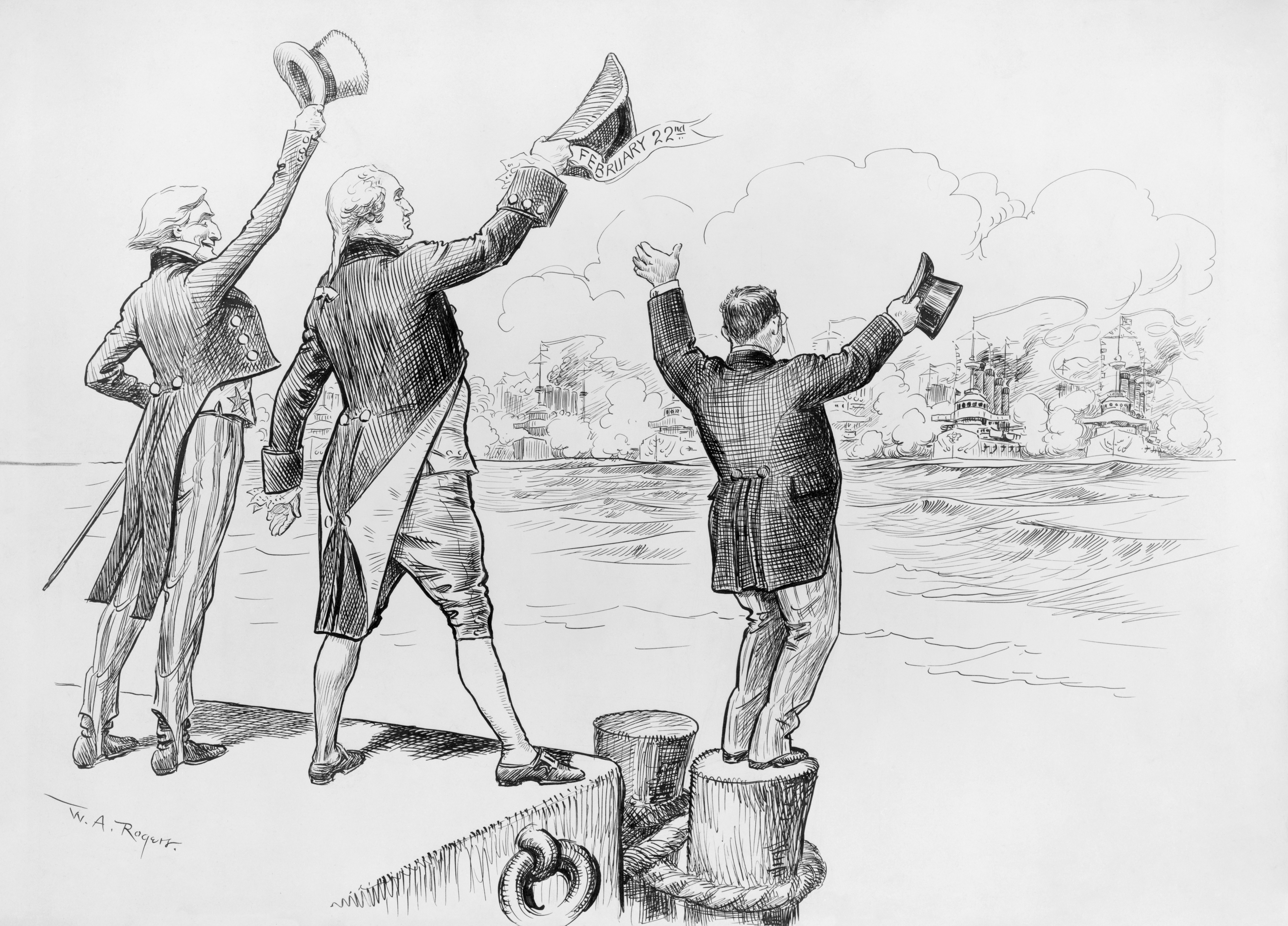
1909年2月22日的《纽约先驱报》(The New York Herald)上的一幅政治漫画：山姆大叔、乔治·华盛顿和西奥多·罗斯福在弗吉尼亚的汉普顿锚地欢迎大白舰队回家。

最后一段航程从马尼拉开始，到汉普顿锚地结束，全程12,455海里（23,067千米）。

### 行程
| 港口               | 抵达时间                   | 出发时间         | 到下一港口距离         |
| ------------------ | -------------------------- | ---------------- | ---------------------- |
| 菲律宾群岛马尼拉， |                            | 1908年12月1日    | 2,985海里（5,528千米） |
| 斯里兰卡科伦坡     | 1908年12月13日             | 1908年12月20日   | 3,448海里（6,386千米） |
| 埃及苏伊士         | 1909年1月3日               | 1909年1月4日—6日 | 2,443海里（4,524千米） |
| 直布罗陀           | 1909年1月31日—1909年2月1日 | 1909年2月6日     | 3,579海里（6,628千米） |
| 弗吉尼亚汉普顿锚地 | 1909年2月22日              |                  |                        |

## 经验积累
大白舰队的巡航为美国海军人员在海上关税和船舶处理方面提供了实践经验。它还表明了美国军舰在无重大机械事故的发生的情况下远距离操作的可行性。然而，尽管巡航揭露出一些设计上的缺陷，它并没有测试出舰队实际作战的能力。事实上，成功的部署本来应该能够帮助发现不起眼的设计缺陷，但它们直到第一次世界大战时才引起关注。

## 对美国重要舰艇设计的影响
尽管在由无畏号战列舰引起的“大炮”革命面前，大白舰队的主力舰已经过时了，但为他们在海上的行为提供了足以影响未来建设的信息。例如，适航方面，在最平静的海域之外，舰队所有主力舰都会进水，这导致随后的美国战舰船首外倾，乾舷增加，喷雾措施减少，以消除锚和突出炮座。在大白舰队航行数据被提供之前，最后一艘美国的重要舰艇就完成了改造，怀俄明系列是第一批在收到数据之后设计出来的舰艇，每艘船的设备移植（和因此产生的费用）都增加了三分之一。 
适航能力上的缺陷反过来对舰队的战斗能力产生不利影响。 事实证明主要武器装备的炮塔高度太低。次要武器由于速度太慢，基本上无法发挥作用，尤其是信风条件下（海面风速达10海里（19公里/小时）或更大）因此需要在船体内被抬得更高。怀俄明州级战列舰开始改进配置并使之逐步细化。从前无畏舰的3英寸口径大炮炮台由于湿度站原因不堪一击，因此被拆除。另一个发现是，即使在满载时，战舰的舷侧装甲的底部也是可见的，因而很容易被炮弹击中它下面的装甲和弹药库。埃文斯上将因此得出结论：标准的8英尺（2.4米）宽装甲带是不够的。
这次航行还展现出对战术同质的需求。巡航之前，批评者，如当时的队长威廉·西姆斯（罗斯福总统也要听取他的意见）认为，美国军舰设计过于保守，不具备一个舰队作为一个整体发挥功用所需的高效率。而这次航行也证明他的指责是正确的。这最终将导致标准型战列舰的建造，以及由四个而不是两个战舰所组成的新美国海军战队的建设。当罗斯福总统召开了1908年纽波特海军战争学院会议时，他将负责美国战列舰设计的责任交给了美国海军总理事会。这给指挥官和规划者以直接的资金投入和军舰设计的控制权，这种模式一直沿用到今天。

## 对舰队运作的影响
这次航行取得的经验使蒸汽制造业、煤炭经济和士气得到发展提高。重炮射击的训练使舰队攻击的准确性得以翻倍。然而，这些任务同时加深了对外国运煤船、加煤站和装煤、补给船的依赖。